# العبرين (جحانه)

تعديل مصدري - تعديل

العبرين هي إحدى قرى مديرية جحانة التابعة لمحافظة صنعاء اليمنية، بلغ تعداد سكانها 1365 حسب أحصائيات عام 2004.